# Cap France
 (août 2020).
Si vous disposez d'ouvrages ou d'articles de référence ou si vous connaissez des sites web de qualité traitant du thème abordé ici, merci de compléter l'article en donnant les références utiles à sa vérifiabilité et en les liant à la section « Notes et références ».
Cap France est un réseau de villages de vacances et d'hôtels clubs indépendants en France.

## Historique
Créée en 1949, Cap France est la première fédération à regrouper des maisons familiales en France. L'appellation "maison familiale" sera ensuite remplacée par "village de vacances" ou "hôtel club"[réf. nécessaire].
En 1990, la fédération qui regroupe alors plus de 100 villages, crée la marque "Cap France". Cap France devient le premier opérateur en France à constituer un classement en "cœur" qui donnera naissance, quelques années plus tard, au classement en étoile d'Atout France.[réf. nécessaire]
En 2007, Cap France reçoit le Trophée du tourisme responsable dans la catégorie "Nature et Environnement" pour son label Chouette Nature répondant à la norme ISO 14001.
En 2014, l'entreprise s'associe avec Laurent Mariotte pour créer son label de restauration nommé "4 Saisons".
Damien Duval est nommé directeur général par André Monchy (président de l'entreprise) en décembre 2017, succédant ainsi à Patrice Cochet.
En novembre 2018, l'entreprise crée trois nouvelles gammes d'établissements : Authentique, Avantage et Exception.
Déjà partenaire de la Fédération française de la randonnée pédestre, Cap France annonce un partenariat avec la Fédération française de cyclotourisme.
Fin 2019, Cap France et le Groupement Syndical des Organismes de Tourisme Familial fondent la Fédération française des employeurs du tourisme et des vacances (FFTV).[réf. nécessaire]

## Description
Cap France rassemble 65 structures membres représentant 90 villages de vacances et hôtels clubs en France.
Les villages de vacances du groupe proposent des locations ainsi que des formules tout compris.
L'entreprise emploie actuellement 1 200 salariés.